# 9.ª Divisão de Infantaria (Alemanha)
A 9. Infanterie Division é uma divisão do exército permanente da Alemanha que combateu na Segunda Guerra Mundial.

## Linhagem
- Wehrgauleitung Kassel
- Infanterieführer V
- 9. Infanterie Division

## Área de operações
- Frente Ocidental (Set 1939 - Mai 1940)
- França (Mai 1940 - Jun 1941)
- Frente Oriental, setor sul (Jun 1941 - Ago 1944)

## Pontos notáveis
Durante a Campanha contra a França, no dia 14 de junho de 1940 a divisão foi a primeira unidade alemã a entrar em Paris depois que esta caiu.

## História
Esta unidade foi criada em outubro de 1934 em Gießen, sendo originalmente conhecida como Wehrgauleitung Kassel. Pouco tempo depois de a unidade ter sido criada, foi dado o nome de Infanterieführer V.
As unidades regimentais desta divisão foram formados pela expansão do 15. Infanterie Regiment da 5. Division da Reichswehr.
Com o anúncio da criação da Wehrmacht em 15 de outubro de 1935, o nome Infanterieführer V foi abandonado e esta unidade se tornou oficialmente conhecida como 9. Infanterie Division.
Mobilizados para a campanha na Polônia, a 9ª Divisão de Infantaria foi enviada para o Saar para reforçar o flanco ocidental da Alemanha, enquanto as fronteiras da Wehrmacht ultrapassaram Polônia.
A 9ª Divisão lutou na batalha da França em 1940 como um componente do 12.Armee, Armeegruppe A, em seu avanço através de Luxemburgo e Bélgica. Ele lutou em Amiens e sobre o rio Somme, depois de atravessar os rios Oise e Ourcq antes de avançar para Paris. Na manhã de 14 de junho de 1940, a Divisão foi a primeira unidade a entrar em Paris após a sua queda.
Após a ocupação de Paris a Divisão foi para a reserva, e manteve-se no norte da França mantendo a ocupação até abril de 1941, quando foi destacado para a Polônia e a Frente Oriental para se preparar para a invasão da União Soviética.
Lá, tomou parte na travessia do das fronteiras, nas batalhas através da Linha Stalin e sobre a captura de Kiev pelo Heeresgruppe Sud. Deslocado mais para o sul, a 9ª Divisão de Infantaria notadamente tomou parte no avanço para o Cáucaso, o Kuban e nas lentas campanhas em Dneiper durante o período 1942-43. A divisão sofreu pesadas perdas, no Verão de 1944, na retirada geral das forças do Eixo na fronteira romena.
Cercada e quase aniquilada na Romênia, a divisão foi enviada para o Ossboel-Esbjerg, área da Dinamarca para ser reconstruído. Durante a re-estruturação parte do 584. Volksgrenadier Division é absorvido e foi reformado como o 9º Volksgrenadier Division.

## Comandantes
- Generalleutnant Erich Lüdke (15 Out 1935 - 7 Mar 1936)
- Generalleutnant Erwin Oßwald (7 Mar 1936 - 4 Nov 1938)
- Generalleutnant Georg von Apell (1 Dez 1938 - 1 Ago 1940)
- Generalleutnant Erwin Vierow (1 Ago 1940 - 1 Jan 1941)
- Generalleutnant Siegmund Freiherr von Schleinitz (1 Jan 1941 - 20 Ago 1943)
- Generalleutnant Friedrich Hofmann (20 Ago 1943 - mai 1944)
- Oberst Otto-Hermann Brücker (Mai 1944)
- Generalleutnant Friedrich Hofmann (Mai 1944 - 16 jun 1944)
- Generalmajor Werner Gebb (16 de Junho de 1944 - 29 Agosto 1944) (POW)

## Mesa Diretora de Operações (IA)
- Oberstleutnant Julius Lynker (1939 - julho de 1940)
- Major Hans-Georg von Tempelhoff (10 de Julho de 1940 - 5 de julho de 1942)
- Oberstleutnant Leo Hepp (5 de Julho de 1942 - 1 de maio de 1943)
- Major Arnold Tamm (1 de maio de 1943 - 1 Março 1944)
- Major Helmut Schwenninger (1 Março 1944 - Agosto 1944)

## Organização

### pré-1939
- Regimento de Infantaria 36
- Regimento de Infantaria57
- Regimento de Infantaria 116
- Regimento de Artilharia 9
- I./Regimento de Artilharia 45
- Beobachtung-Abteilung 9
- Panzer-Abwehr-Abteilung 9
- Pionier-Bataillon 9
- Nachrichten-Abteilung 9

### 1942
- Regimento Granadeiro 36
- Regimento Granadeiro 57
- Regimento Granadeiro 116
- Radfahr-Abteilung 9
- Regimento de Artilharia 9
- I. Abteilung
- II. Abteilung
- III. Abteilung
- I./Regimento de Artilharia 45 (2)
- Pionier-Bataillon 9
- Panzerjäger-Abteilung 9
- Nachrichten-Abteilung 9
- Feldersatz-Bataillon 9
- Versorgungseinheiten 9

### 1943-1944
- Regimento Granadeiro 36
- Regimento Granadeiro 57
- Regimento Granadeiro 116
- Füsilier-Bataillon 9
- Regimento de Artilharia 9
- I. Abteilung
- II. Abteilung
- III. Abteilung
- IV. Abteilung
- Pionier-Bataillon 9
- Panzerjäger-Abteilung 9
- Nachrichten-Abteilung 9
- Feldersatz-Bataillon 9
- Versorgungseinheiten 9

### Composição Geral
- Regimento de Artilharia 36
- Regimento de Infantaria 57
- Regimento de Infantaria 116
- Regimento de Artilharia 9
- Aufklärungs-Abteilung 9
- Panzerjäger-Abteilung 9
- Pionere-Bataillon 9
- Nachrichten-Abteilung 9
- 9º Divisão de apoio a unidades

## Serviço de guerra
| Data            | Corpo   | Exército           | Grupo do Exército | Área                |
| --------------- | ------- | ------------------ | ----------------- | ------------------- |
| Set 39 - Out 39 | XXIV    | 1. Armee           | C                 | Saarpfalz           |
| Dez 39 - Jan 40 | XXI     | 16. Armee          | A                 | Eifel               |
| Mar 40 - Mai 40 | XXXX    | 12. Armee          | A                 | Luxemburgo, Bélgica |
| Jun 40          | XXXX    | 6. Armee           | B                 | Paris               |
| Jul 40 - Ago 40 | XXXXI   | 7. Armee           | B                 | Norte da França     |
| Set 40 - Out 40 | XXXXI   | 7. Armee           | C                 | Norte da França     |
| Nov 40 - Dez 40 | XXXXI   | 7. Armee           | D                 | Norte da França     |
| Jan 41 - Fev 41 | VI      | 7. Armee           | D                 | Norte da França     |
| Mar 41          | LIX     | 7. Armee           | D                 | Norte da França     |
| Abr 41          | XXIX    | 17. Armee          | B                 | Sul da Polônia      |
| Mai 41          | III     | 6. Armee           | A                 | Sul da Polônia      |
| Jun 41          | LV      | 6. Armee           | Süd               | Bug                 |
| Jul 41          | XXXXIV  | 6. Armee           | Süd               | Shitomir            |
| Ago 41          | IV      | 6. Armee           | Süd               | Kiev                |
| Set 41          | Reserva | 17. Armee          | Süd               | Kiev                |
| Out 41 - Nov 41 | LII     | 17. Armee          | Süd               | Poltava, Donez      |
| Dez 41          | Reserva | 17. Armee          | Süd               | Donez               |
| Jan 42 - Mar 42 | V       | 17. Armee          | Süd               | Isjum               |
| Mai 42          | LII     | 11. Armee          | Süd               | Isjum               |
| Jun 42          | IV      | 17. Armee          | Süd               | Artemovsk           |
| Jul 42          | Reserva | 17. Armee          | Süd               | Criméia             |
| Ago 42          | XXXXIX  | 17. Armee          | A                 | Rostov, Krasnodar   |
| Set 42 - Dez 42 | V       | 17. Armee          | A                 | Cáucaso             |
| Jan 43 - Fev 43 | V       | 17. Armee          | A                 | Novorossiysk        |
| Mar 43 - Mai 43 | XXXXIV  | 17. Armee          | A                 | Kuban               |
| Jun 43 - Set 43 | V       | 17. Armee          | A                 | Kuban               |
| Out 43          | XXIX    | 6. Armee           | A                 | Melitopol           |
| Nov 43 - Dez 43 | XXIX    | 1. Pz. Armee       | Süd               | Nikopol             |
| Jan 44 - Fev 44 | XXIX    | 6. Armee           | Süd               | Nikopol             |
| Mar 44          | XVII    | 6. Armee           | A                 | Uman                |
| Abr 44 - Jun 44 | XXIX    | 6. Armee           | Südukraine        | Kishinev            |
| Jul 44          | Reserva | 3. Exército Romeno | Südukraine        | Kishinev            |